# Epigeneium
Epigeneium is een geslacht van ongeveer veertig soorten orchideeën uit de onderfamilie Epidendroideae.
Het zijn zeldzame epifytische orchideeën uit tropisch Zuidoost-Azië en de Filipijnen.

## Naamgeving enetymologie
- Synoniemen: Callista Lour. (1790), Desmotrichum Bl. (1825), Katherinea A. D. Hawkes (1956), Sarcopodium Lindl. & Paxton (1850)

De botanische naam Epigeneium is afkomstig van het Oudgriekse ἐπί, epi (op) en γένειον, geneion (kin), wat slaat op het kinvormige mentum.

## Kenmerken
Epigeneium-soorten zijn epifytische, zelden lithofytische planten met kruipende rizomen en scherpgebogen pseudobulben met op de top enkele lederachtige, ovale tot langwerpige bladeren.
De bloemen hebben een drielobbige, liervormige bloemlip met opgerichte zijlobben en een geribbelde of gelobde callus. Het gynostemium is kort maar heeft een lange voet, die gefusioneerd is met de zijdelingse kelkbladen tot een kinvormig mentum.

## Habitaten verspreiding
Epigeneium-soorten groeien op bomen en bemoste rotsen in schaduwrijke, koele tot warme montane regenwouden van de Himalaya, China, India, Myanmar, Vietnam, Thailand, Indonesië en de Filipijnen.

## Taxonomie
Het geslacht telt ongeveer 35 à 40 soorten. De typesoort is Epigeneium fargesii.

### Soortenlijst
- Epigeneium acuminatum  (Rolfe) Summerh. (1957)
- Epigeneium amplum  (Lindl.) Summerh. (1957)
- Epigeneium arjunoense  J.J.Wood & J.B.Comber (1996)
- Epigeneium banghamii  (Ames & C.Schweinf.) Garay & G.A.Romero (1999)
- Epigeneium cacuminis  (Gagnep.) Summerh. (1957)
- Epigeneium chapaense  Gagnep. (1932)
- Epigeneium clemensiae  Gagnep. (1932)
- Epigeneium cymbidioides  (Bl.) Summerh. (1957)
- Epigeneium dempoense  (J.J.Sm.) Summerh. (1957)
- Epigeneium exilifolium  (Ames & C.Schweinf.) Garay & G.A.Romero (1999)
- Epigeneium fargesii  (Finet) Gagnep. (1932)
- Epigeneium fuscescens  (Griff.) Summerh. (1957)
- Epigeneium gaoligongense  Hong Yu & S.G.Zhang (2005)
- Epigeneium geminatum  (Bl.) Summerh. (1957)
- Epigeneium gracilipes  (Burkill) Garay & G.A.Romero (1999)
- Epigeneium kinabaluense  (Ridl.) Summerh. (1957)
- Epigeneium labuanum  (Lindl.) Summerh. (1957)
- Epigeneium laurifolium  (Kraenzl.) Summerh. (1957)
- Epigeneium longipes  (Hook.f.) Summerh. (1957)
- Epigeneium longirepens  (Ames & C.Schweinf.) Seidenf. (1980)
- Epigeneium macropodum  (Hook.f.) Summerh. (1957)
- Epigeneium mimicum  Ormerod (2003)
- Epigeneium nakaharaei  (Schltr.) Summerh. (1956)
- Epigeneium naviculare  (N.P.Balakr. & Sud.Chowdhury) Hynn. & Wadhwa (2000)
- Epigeneium pulchellum  (Ridl.) Summerh. (1957)
- Epigeneium quinquecallosum  (J.J.Sm.) Summerh. (1957)
- Epigeneium radicosum  (Ridl.) Summerh. (1957)
- Epigeneium rotundatum  (Lindl.) Summerh. (1957)
- Epigeneium simplex  (J.J.Sm.) Summerh. (1957)
- Epigeneium speculum  (J.J.Sm.) Summerh. (1957)
- Epigeneium stella-silvae  (Loher & Kraenzl.) Summerh. (1957)
- Epigeneium treacherianum  (Rchb.f. ex Hook.f.) Summerh. (1957)
- Epigeneium treutleri  (Hook.f.) Ormerod (2000)
- Epigeneium tricallosum  (Ames & C.Schweinf.) J.J.Wood (1990)
- Epigeneium triflorum  (Bl.) Summerh. (1957)
- Epigeneium tsangianum  Ormerod (2004)
- Epigeneium uncipes  (J.J.Sm.) Summerh. (1957)
- Epigeneium verruciferum  (Rolfe) Summerh. (1957)
- Epigeneium wichersii  (Schltr.) Summerh. (1957)
- Epigeneium zebrinum  (J.J.Sm.) Summerh. (1957)